# Nesmeyanov-Reaktion
Die Nesmeyanov-Reaktion, oder Nesmejanow-Reaktion, ist eine Namensreaktion in der Organischen Chemie. Erstmals beschrieben wurde sie 1929 vom sowjetischen Chemiker Alexander Nikolaevich Nesmeyanov (1899–1980). Diese Reaktion dient der Metallierung von aromatischen Verbindungen.

## Übersichtsreaktion
Bei dieser Reaktion reagiert ein Diazoniumsalz mit einem Metallsalz unter Zugabe von Kupfer-Pulver zu einer metallorganischen Verbindung unter Stickstoff-Abspaltung. Dies wird hier veranschaulicht am Beispiel der Reaktion von Phenyldiazonium-Chlorid mit Quecksilber(II)-chlorid (HgCl2) zu Phenylquecksilberchlorid:

## Reaktionsmechanismus
Bei der Reaktion des Phenyldiazonium-Chlorids mit Quecksilber(II)-chlorid (HgCl2) kommt es zunächst zur Bildung von Trichlormercurat(II). Durch Zugabe von metallischem Kupfer entstehen dann Phenylquecksilberchlorid und Stickstoff.
Der detaillierte Ablauf der Spaltung der Phenyldiazonium-Ionen wird in der Literatur noch diskutiert.

## Varianten
Neben Kupfer-Pulver kann auch Eisen-Pulver verwendet werden. Durch diese Reaktion können auch Metalle wie Thallium, Blei, Zinn, Arsen, Antimon und Bismut an die Phenylgruppe gebunden werden.